# Portrait équestre du Duc de Lerme
Le Portrait équestre du Duc de Lerma est un portrait réalisé en 1603 par le peintre flamand Pierre Paul Rubens et qui représente Francisco Goméz de Sandoval y Rojas, duc de Lerme.

## Historique
Le tableau est actuellement exposé au Musée du Prado à Madrid. Mesurant 490 x 325 cm, Rubens parvient à capturer la grandeur et le mouvement de cette composition.
Rubens a réalisé cette peinture à l'occasion d'un voyage en Espagne, où Vincent de Gonzague, prince italien qui le finançait, l'avait envoyé afin d'accomplir une mission diplomatique auprès de Philippe III et du duc de Lerme, favori et ministre du Roi d'Espagne. 
S'inspirant du portrait du Titien Charles Quint à cheval à Mühlberg, Rubens représente le duc, de son nom Francisco Gómez de Sandoval (conseiller influent du roi d'Espagne Philippe III), avançant vers le spectateur. Ce qui crée un effet que l'on retrouve dans la baroque, qui est renforcé par le palmier qui encadre le personnage. Avec ce tableau, Rubens a créé un modèle pour les portraits équestres qui se révélera très influent par la suite, en particulier dans les œuvres d'Antoine van Dyck et de Gaspard de Crayer.
Lorsque le duc de Lerme tomba en disgrâce à la Cour d'Espagne, le tableau fut conservé dans la collection royale jusqu'à ce que Philippe IV le donne à l'amiral de Castille. Il est passé dans les collections de plusieurs grands seigneurs avant d'être acquis par le musée du Prado en 1969. Cette oeuvre continue de fasciner les spectateurs, témoignant de l'héritage durable de Rubens dans l'histoire de l'art européen.